# Џонсон Сајдинг (Јужна Дакота)
Џонсон Сајдинг (енгл. Johnson Siding) насељено је место без административног статуса у америчкој савезној држави Јужна Дакота.

## Демографија
По попису из 2010. године број становника је 659.
| Група             | 2000.    | 2010.       |
| Белци             | 0 (0,0%) | 602 (91,4%) |
| Афроамериканци    | 0 (0,0%) | 1 (0,2%)    |
| Азијати           | 0 (0,0%) | 9 (1,4%)    |
| Хиспаноамериканци | 0 (0,0%) | 24 (3,6%)   |
| Укупно            | 0        | 659         |